# 280

## Esdeveniments
- Pròcul, usurpador romà, es posa al capdavant dels descontents de Lió, i es proclama a ell mateix emperador en aquesta ciutat.
- Apareixen els turingis, una tribu germànica.
- L'emperador Sima Yan ocupa la major part del sud del regne de Wu i uneix l'Imperi xinès, funda la dinastia Jin Occidental. Posa fi al Període dels Tres Regnes, la capital es converteix en l'antiga i pròspera ciutat de Luoyang.
- El matemàtic grec, Pappos d'Alexandria, demostra geomètricament la propietat del centre de gravetat.

## Necrològiques
- Maharaja Sri-Gupta de la Dinastia Gupta